# Dänisches Heer
Das Hær (deutsch Königlich Dänisches Heer) bildet mit 8000 Soldaten die Heereskomponente der Danske Forsvar.

## Jüngere Geschichte

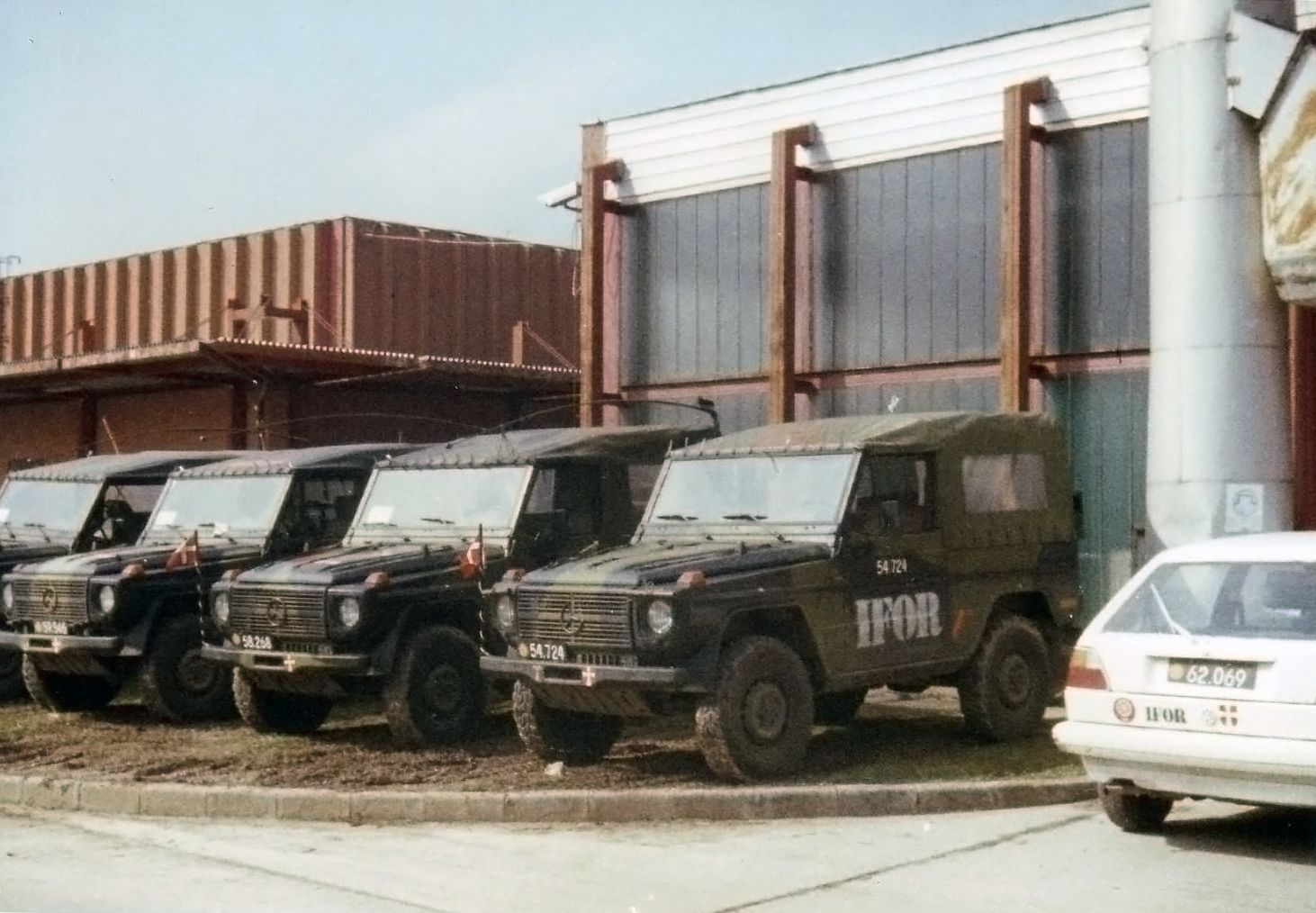
Fahrzeuge des dänischen IFOR-Kontingents

Seit dem Ende des Kalten Krieges hat das Dänische Heer, verbunden mit den übrigen Teilstreitkräften, mehrere Reformen erlebt. Der wichtigste Kampfverband am Ende der Blockkonfrontation war die dänische Division (Danske Division, stationiert in der Haderslev Kaserne, Haderslev) mit seit 1995 drei Brigaden, die im Wesentlichen von Wehrpflichtigen gebildet wurden. Bereits seit den 1990er Jahren und verstärkt nach den Terroranschlägen am 11. September 2001 beteiligte sich Dänemark an mehreren US-geführten Expeditionseinsätzen. In der Folge leitete die Politik des Landes eine stärkere Ausrichtung auf exterritoriale Einsätze ein. Mit Beschluss von 1992 und voller Operationsfähigkeit im Jahr 1997 entstand die Dänische internationale Brigade, nach deutschem Verständnis ein Jägerverband, dessen Mannstärke von 4500 zu 80 % auf Reservisten beruhte. 2005 wurde die internationale Brigade wieder aufgelöst.
Die darauf folgende Struktur sah eine Expeditionsbrigade aus Berufssoldaten vor, die eine hohe Einsatz- und Verlegebereitschaft aufrechterhielt. Von 2004 bis 2007 war das Dänische Heer im Irak mit 600 Soldaten und von 2006 bis 2012 in Afghanistan mit 800 Soldaten im Einsatz. Eine zweite Brigade war für die Ausbildung unter anderem der Wehrpflichtigen und die verbleibenden Kapazitäten zur Heimatverteidigung zuständig. Diese Zweiteilung zwischen einer auch in Friedenszeiten zu bestimmten Operation en fähige und einer in Friedenszeiten auf die Ausbildung konzentrierten Brigade besteht bis heute.
Bis zum 1. Oktober 2014 hatte das Dänische Heer sein eigenes operatives Kommando des Heeres (Hærens Operative Kommando (HOK)). An diesem Tag wurden die operativen Kommandos des Heeres, der Marine und der Luftwaffe in einem neuen Gemeinsamen Verteidigungskommando (Værnsfælles Forsvarskommando (VFK)) zusammengefasst
Nach dem Krieg in der Ukraine seit 2014 wurde das Heer verstärkt wieder auf die Verteidigung gegen einen möglichen russischen Angriff ausgerichtet. Dieser Schwerpunkt wurde 2018 mit den derzeit gültigen Zielen für eine Strukturreform ausformuliert. Von der Handlungsfähigkeit in diesem Sinn ist das dänische Heer allerdings entfernt. So sind nur rund 30 % der Kampfpanzer einsatzfähig und insbesondere die Laufbahn als Unteroffizier wird von potenziellen Bewerbern als wenig attraktiv im Vergleich zur Beschäftigung in der Privatwirtschaft angesehen.

## Gliederung
Als höchste organisatorische Behörde besitzt das Dänische Heer seit der Reform von 2014 den Heeresstab (Hærstaben). Er ist für die Bereitschaft der Heereseinheiten verantwortlich. Damit entspricht der Heeresstab dem Marinestab (Marinestaben) und dem Luftwaffenstab (Flyverstaben). Alle drei befinden sich am Karup Luftstützpunkt. Seit dem 1. Juli 2015 ist das Jägerkorps (Jægerkorpset, die landgebundene dänische Spezialkräfteeinheit) nicht mehr Teil des Heeres. Das Korps wurde im Spezialeinsatzkommando (Specialoperationskommandoen (SOKOM)) zusammen mit dem Frogmenkorps (Frømandskorpset, die Marinekampfschwimmereinheit) integriert.
Im Jahr 2017 bestand das Dänische Heer aus Verbandsstäben, Einsatzunterstützungszentren und Regimentern.
Die dänische Division wurde nach dem Verteidigungsabkommen von 2005–2009 (Forsvarsforliget 2005–2009) von einem stehenden Großverband in einen operativen Divisionsstab umstrukturiert. Der Division wurden gemäß den NATO-Militärstrukturen im Krisen- und Verteidigungsfall litauische, lettische und estnische Heereseinheiten unterstellt. Mit dem Verteidigungsabkommen von 2013–2017 wurde sie zum Ausbildungszentrum für Einsatzführung und Übungsplanung sowie zum Entwicklungszentrum für Landesdoktrin bestimmt. Sie war in das Multinationale Korps Nord-Ost sowie in das Allied Command Europe Rapid Reaction Corps eingegliedert und wurde im März 2019 in die Multinational Division North umgegliedert.
Die zwei Brigaden des Dänischen Heeres sind auch nicht mehr stehende Großverbände, sondern operative Brigadestäbe, da ihnen im Frieden nur Einheiten der Kampfwaffengattungen (ein Panzer-, ein Feldaufklärungs- und sieben mechanisierte Infanteriebataillone, darunter ein Ausbildungsbataillon für beide Brigaden) unterstellt sind aber Kampfunterstützungs- und Logistikverbände fehlen.
Die Kampfunterstützungs- und die Logistikregimenter wurden in Unterstützungszentren umgewandelt. Damit sind sie beide Kompetenzzentren und Depots für die Vorbereitung von Kontingenten, welche die Brigaden bei Übungen und Auslandseinsätzen unterstützen.
Die drei Kampfregimenter (Jütländisches Dragonerregiment, die Königliche Leibgarde und das Gardehusarenregiment) wurden beibehalten. Sie sind für Einsätze außerhalb der Struktur der Heeresbrigaden verantwortlich. Generell sind das repräsentative Aufgaben wie Ehrenwache und Militärmusik, aber auch Objektinstandsetzung ihrer Kasernen.
Das Dänische Heer hat neun Kampfeinheiten. Jede Brigade hat ein Ausbildungsbataillon (Uddannelsesbataljon) mechanisierter Infanterie. Die 1. Brigade ist grundsätzlich auf der Jütland-Halbinsel stationiert, ihr ist aber auch das einzige Feldaufklärungsbataillon unterstellt. Die restlichen sechs (das Panzerbataillon und fünf Panzerinfanteriebataillone) sind in Paaren gruppiert. Die Einheit von höherer Bereitschaft wird Kampfbataillon (Kampbataljon), die von niedriger Bereitschaft Kaderbataillon (Kadrebataljon) genannt.
Die 2018 beschlossenen Strukturreformen sehen neben der Gliederung und Aufgabenverteilung im Frieden zwei wesentliche Einsatzszenarien vor: Im Fall eines Krieges soll die 1. Brigade innerhalb von 180 Tagen zu einer vollwertigen, der NATO-Doktrin entsprechenden Kampfbrigade aufwachsen können. Der Schwerpunkt der 2. Brigade liegt für diesen Fall darauf, innerhalb von unter 30 Tagen ein leichtes Infanteriebataillon bzw. Jägerbataillon kampfbereit zu haben und im Übrigen weiter Ausbildung für den Ersatz des gesamten Heeres zu betreiben. Das zweite Einsatzszenario betrifft einen größeren, anhaltenden militärischen Konflikt unterhalb der Schwelle des Krieges. In diesem Fall soll die 1. Brigade nacheinander drei Einsatzgruppen in Bataillonsstärke für jeweils sechs Monate einsetzen können. Danach übernimmt die 2. Brigade für die nächsten 18 Monate mit dem gleichen Truppenansatz.
Als Folge des im April 2025 publizierten neuen Heeresplans wird die Truppe in den kommenden Jahren vergrößert und damit einhergehend umstrukturiert.

### Organisation 2020
- Heerskommando (Hærkommandoen), in Karup[8]
  -  Multinational Division North, in Ādaži (Lettland)
    -  Multinationales Führungsunterstützungsbataillon, in Ādaži

  -  1. Brigade (1. Brigade), in Haderslev
    -  1. Führungsunterstützungsbataillon (1. Føringsstøttebataljon), in Fredericia
      - Brigade-Stabskompanie
      - Brigade-Fernmeldekompanie (CIS)

    -  I Panzerinfanteriebataillon, Königliche Leibgarde (I Panserinfanteribataljon, Den Kongelige Livgarde)
    -  I Panzerinfanteriebataillon, Gardehusarenregiment (I Panserinfanteribataljon, Gardehusarregimentet)
    -  II Panzerinfanteriebataillon, Jütländisches Dragonerregiment (II Panserinfanteribataljon, Jydske Dragonregiment)
    -  1. Artillerieabteilung, Dänisches Artillerieregiment (1. Artilleriafdeling, Danske Artilleriregiment), in Oksbøl
    -  1. Panzerpionierbataillon, Pionierregiment (1. Panseringeniørbataljon, Ingeniørregimentet), in Skive
    -  1. Intelligence, Surveillance & Reconnaissance Bataillon, Heeresnachrichtenregiment (1. ISR-bataljon, Efterretningsregimentet), in Varde
      - Unmanned Aerial Systems (UAS) Kompanie
      - Electronic Warfare (EW) Kompanie
      - unterstellt: eine Aufklärungsschwadron vom III Aufklärungsbataillon, Gardehusarenregiment

    -  1. Logistikbataillon, Logistikregiment (1. Logistiskbataljon, Trænregimentet), in Aalborg

  -  2. Brigade (2. Brigade), in Slagelse
    -  I Panzerbataillon, Jütländisches Dragonerregiment (I Panserbataljon, Jydske Dragonregiment), in Holstebro
    -  III Aufklärungsbataillon, Gardehusarenregiment (III Opklaringsbataljon, Gardehusarregimentet), in Rønne
    -  V Ausbildungsbataillon, Gardehusarenregiment (V Uddannelsesbataljon, Gardehusarregimentet), in Slagelse
    -  V Ausbildungsbataillon, Jütländisches Dragonerregiment (V Uddannelsesbataljon, Jydske Dragonregiment), in Holstebro
    -  XIII Leichtes Infanteriebataillon, Schleswigsches Regiment zu Fuß (XIII Lette Infanteribataljon, Slesvigske Fodregiment), in Haderslev

  -  Dänisches Artillerieregiment (Danske Artilleriregiment), in Oksbøl
    -  2. Fähigkeitsabteilung (2. Kapacitetsafdeling), in Oksbøl
      - 1. Grundausbildungsbatterie
      - 4. Flugabwehrbatterie
      - 5. Artillerie-Ausbildungsbatterie

    -  3. Sicherheits- und Ballistikabteilung (3. Sikkerheds & Balestikafdeling), in Oksbøl
    -  5. Artillerieabteilung (5. Artilleriafdeling – Reservisteneinheit ohne Material), in Oksbøl
    - Koordinationselement (für Luftnahunterstützung)

  -  Pionierregiment (Ingeniørregimentet), in Skive
    -  2. EOD-Bataillon (2. EOD–bataljon), in Skive
    -  3. ABC-Abwehr- und Baupionierbataillon (3. CBRN- & Konstruktionsbataljon), in Skive

  -  Führungsunterstützungsregiment (Føringsstøtteregimentet), in Fredericia
    -  2. Führungsunterstützungsbataillon (2. Føringsstøttebataljon), in Fredericia
    -  3. CIS Operationsunterstützungsbataillon (3. CIS Operationsstøttebataljon), in Fredericia

  -  Heeresnachrichtenregiment  (Efterretningsregimentet), in Varde
    -  2. Heeresnachrichtenbataillon (2. Military Intelligence Bataljon), in Varde
      - Human Intelligence (HUMINT) Kompanie
      - Active Information (IA) Kompanie (Informations-aktivitäts-komapgniet)
      - Ausbildungskompanie
      - Intelligence Fusion Cell

  -  Logistikregiment (Trænregimentet), in Aalborg
    -  2. Logistikbataillon (2. Logistikbataljon), in Aalborg
    -  3. Instandsetzungsbataillon (3. Vedligeholdelsesbataljon), in Aalborg
    -  4. Nationales Unterstützungsbataillon  (4. Nationale Støttebataljon), in Vordingborg
    -  Militärpolizei (Forsvarets Militærpoliti), in Aalborg

  -  Königliche Leibgarde (Den Kongelige Livgarde), in Høvelte
    -  II Ausbildungsbataillon, Königliche Leibgarde (II Uddannelsesbataljon, Den Kongelige Livgarde), in Høvelte
    -  Wachkompanie (Vagtkompagni), Einheit für den protokollarischen Ehrendienst in Kopenhagen
    -  Leibgarde-Musikkorps (Den Kongelige Livgarde Musikkorps) in Kopenhagen

  -  Gardehusarenregiment (Gardehusarregimentet), in Slagelse
    -  berittene Schwadron (Gardehusarregimentets Hesteskadron), Einheit für den protokollarischen Ehrendienst in Slagelse
    - Garnisonenunterstützungselement (Garnisons Støtte Element)

  -  Jütländisches Dragonerregiment (Jydske Dragonregiment), in Holstebro
    -  Musikkorps des Prinzen (Prinsens Musikkorps), in Skive

  -  Schleswigsches Regiment zu Fuß (Slesvigske Fodregiment), in Haderslev
    -  XXII Bataillon, Schleswigsches Regiment zu Fuß (XXII Bataljon, Slesvigske Fodregiment – Reservisteneinheit ohne eigenes Material), in Haderslev
    -  Schleswigsches Musikkorps (Slesvigske Musikkorps), in Haderslev

Die Offizierschule des Heeres (Hærens Officerskole) ist in die Verteidigungsakademie Forsvarsakademiet in Kopenhagen eingegliedert. Das „Jägerkorps“, die Spezialkräfteeinheit für Landeinsätze, ist seit dem Jahr 2015 nicht mehr Teil des Heeres.

### Heimwehr
Die Dänische Heimwehr (Hjemmeværnet) ist die vierte dänische Truppengattung und die Reservekomponente für die anderen drei – das Heer, die Marine und die Luftwaffe. Dafür ist sie auch intern in diesen Truppengattungen gegliedert. Die Heimwehr war bis 2016 in drei Totalverteidigungsbereichen (Totalforsvarsregioner (TFR)) organisiert. In diesem Jahr wurden sie auf zwei Landesteilbereichen (Landsdelsregion Øst og Vest, jeder von einem Oberst von dem Heer geführt und in sechs Distrikter erteilt) reduziert. Das Heimwehrkommando (Hjemmeværnskommandoen (HJK)) untersteht in Friedenszeiten direkt dem Verteidigungsminister. Im Kriegsfall wird es im Gemeinsamen Verteidigungskommando integriert.
Die Heeresheimwehr (Hærhjemmeværnet (HHV)) ist in drei Waffengattungen gegliedert:
- die Hauptkräfte sind einfach Heeresheimwehr genannt – sie sind die leichte Reserveinfanterie, die für die territoriale Sicherung und Überwachung verantwortlich ist.
- die Polizeiheimwehr (Politihjemmeværnet (PHV)) ist die dänische Gendarmerie und damit ist sie zugleich dem Verteidigungsministerium und dem Justizministerium unterstellt.
- die Betriebsheimwehr (Virksomhedshjemmeværnet (VHV)) ist eine Instandsetzungswaffengattung. Sie hat Eisenbahn-, Energie- und Telekommunikationsbetriebseinheiten. Seit dem 1. Januar 2017 ist sie nicht mehr eine eigenständige Heimwehrstruktur.[10]

Gliederung
Die Heeresheimwehr ist in Landsdelsregion Øst und Landsdelsregion Vest gegliedert. Jeder Landesteilsregion wird von einem Oberst des Heeres geführt. Landesteilsregion Ost und Landesteilsregion West beinhalten je sechs Distrikte, die von Majoren oder Oberstleutnanten des Heeres geführt werden. Es gibt zwei Sonderfälle. Im Osten ist die Heimwehr von Bornholm ein gemeinsames teilstreitkräfteübergreifendes Heimwehrkommando, das neben zwei Heeresheimwehrkompanien und eine Polizeiheimwehrkompanie auch eine Luftwaffenheimwehrstaffel und eine Marineheimwehrflottille beinhaltet (beide sind Kompanieäquivalente). Am Ende des Zweiten Weltkrieges wurde die Insel Bornholm von der Roten Armee befreit und nach dem Kriegsende wurde zwischen den Vereinigten Staaten, Großbritannien und der Sowjetunion vereinbart, das die Militärische Nutzung der Insel streng limitiert wird. Damit haben die Militäreinheiten auf Bornholm einen Sonderstatus. Ihre geringe Anzahl und die geringe Größe der Insel machen eine gemeinsame Struktur sinnvoller. Die geographische Situation der Insel Ærø ist ähnlich. Mit einer Oberfläche von nur 88 km² und von dem nationalen Verkehrsnetz isoliert sind die Heeresheimwehrkompanie, Luftwaffenheimwehrstaffel und die Marineheimwehrflottille in einer gemeinsamen Unterabteilung (Værnsfællesunderafdeling Ærø (VFUAER)) der Heeresheimwehr zusammengebracht.
Landesteilsregion Ost (Landsdelsregion Øst) (Stab in Kopenhagen)
- Heimwehrdistrikt Kopenhagen (Hjemmeværnsdistrikt København (HD København)) (Kopenhagen)
  - 2 × Stabsheimwehrkompanien (Stabenhjemmeværnskompagnier (STHVK)): STHVK København; STHVK Totalforsvarsregion Sjælland
  - 6 × Heimwehrkompanien (Hjemmeværnskompagnier) auch Wachkompanien (Bevogtningskompagnier) genannt (HVK): HVK Fabriksparken; HVK Kastellet; HVK Københavns Rådhus; HVK Rødovre; HVK Rosenborg; HVK Svanemøllen
  - 1 × Infanterieheimwehrkompanie (Infanterihjemmeværnskompagni (INFHVK)): INFHVK København
  - 1 × Polizeiheimwehrkompanie (Politihjemmeværnskompagni (POHVK)): POHVK Amager
- Heimwehrdistrikt Südseeland und Lolland-Falster (Hjemmeværnsdistrikt Sydsjælland og Lolland-Falster (HD Sydsjælland og Lolland-Falster)) (Stab in Stensved)
  - 1 × Stabsheimwehrkompanie (Stabenhjemmeværnskompagni (STHVK)): STHVK Sydsjælland og Lolland-Falster
  - 8 × Heimwehrkompanien (Hjemmeværnskompagnier (HVK)): HVK 1. Falsterske; HVK Faxe; HVK Maribo; HVK Næstved; HVK Sorø; HVK Storebælt; HVK Ulvsund; HVK Vestlolland
  - 1 × Infanterieheimwehrkompanie (Infanterihjemmeværnskompagni (INFHVK)): INFHVK Sydsjælland og Lolland-Falster
  - 3 × Polizeiheimwehrkompanien (Politihjemmeværnskompagnier (POHVK)): POHVK Næstved; POHVK Slagelse; POHVK Storstrømmen
  - 1 × Betriebsheimwehrkompanie (Virksomhedshjemmeværnskompagni (VHK)): VHK Nykøbing-Falster
  - 2 × Musikheimwehrkompanien (Musikhjemmeværnskompagnier (MUHVK)): MUHVK Storstrømmen; MUHVK Vestsjælland
- Heimwehrdistrikt Mitten- und Westseeland (Hjemmeværnsdistrikt Midt- og Vestsjælland  (HD Midt- og Vestsjælland)) (Stab in Roskilde)
  - 1 × Stabsheimwehrkompanie (Stabenhjemmeværnskompagni (STHVK)): STHVK Midt- og Vestsjælland
  - 8 × Heimwehrkompanien (Hjemmeværnskompagnier (HVK)): HVK Greve-Solrød; HVK Holbæk; HVK Kalundborg; HVK KDO Køge; HVK Kongsdal; HVK Odsherred; HVK Stevns; HVK Valdemar
  - 2 × Infanterieheimwehrkompanien (Infanterihjemmeværnskompagnier (INFHVK)): INFHVK Køge Bugt; INFHVK Vestsjælland
  - 3 × Polizeiheimwehrkompanien (Politihjemmeværnskompagnier (POHVK)): POHVK Køge; POHVK Ringsted; POHVK Roskilde
  - 1 × Betriebsheimwehrkompanie (Virksomhedshjemmeværnskompagni (VHK)): VHK Vestsjælland
  - 1 × Musikheimwehrkompanie (Musikhjemmeværnskompagni (MUHVK)): MUHVK Roskilde
- Heimwehrdistrikt Nordseeland (Hjemmeværnsdistrikt Nordsjælland  (HD Nordsjælland)) (Stab in Roskilde)
  - 1 × Stabsheimwehrkompanie (Stabenhjemmeværnskompagni (STHVK)): STHVK Nordsjælland
  - 4 × Heimwehrkompanien (Hjemmeværnskompagnier (HVK)): HVK Særlig Støtte- og Rekognoscering; HVK Gribskov; HVK Helsingør; HVK Sjælsø
  - 1 × Infanterieheimwehrkompanie (Infanterihjemmeværnskompagni (INFHVK)): INFHVK Nordsjælland
  - 3 × Polizeiheimwehrkompanien (Politihjemmeværnskompagnier (POHVK)): POHVK Frederikssund; POHVK Gentofte-Lyngby; POHVK Hillerød-Helsingør
- Heimwehrdistrikt Kopenhagen-Landschaft (Hjemmeværnsdistrikt Københavns Vestegn (HD Københavns Vestegn)) (Stab in Ballerup)
  - 2 × Stabsheimwehrkompanien (Stabenhjemmeværnskompagnier (STHVK)): STHVK Københavns Vestegn; STVHK Virksomhedshjemmeværnet
  - 6 × Heimwehrkompanien (Hjemmeværnskompagnier (HVK)): HVK Ballerup; HVK Hjortespring; HVK Kongens Lyngby; HVK Sjætte; HVK Taastrup; HVK Vallensbæk
  - 1 × Infanterieheimwehrkompanie (Infanterihjemmeværnskompagni (INFHVK)): INFHVK Jonstrup
  - 1 × Polizeiheimwehrkompanie (Politihjemmeværnskompagni (POHVK)): POHVK Vestegnen
  - 2 × Betriebsheimwehrkompanien (Virksomhedshjemmeværnskompagnier (VHK)): VHK Hovedstaden; VHK Sjælland
- Die Bornholmische Heimwehr (Det Bornholmske Hjemmeværn) (Stab in Rønne)
  - 2 × Heimwehrkompanier (Hjemmeværnskompagnier (HVK)): HVK Hasle; HVK Rønne
  - 1 × Polizeiheimwehrkompanie (Politihjemmeværnskompagni (POHVK)): POHVK Bornholm
  - 1 × Luftwaffenheimwehrstaffel (Flyverhjemmeværnseskadrille (HVE)): HVE 205 Bornholm
  - 1 × Marineheimwehrflottille (Marinehjemmeværnsflotille (HVF)): HVF 471 Bornholm
- Hjemmeværnets Særlig Støtte og Rekognosceringskompagni (SSR): Fernaufklärungskompanie; Flyvestation Skalstrup am Flughafen Roskilde

Landesteilsregion West (Landsdelsregion Vest) (Stab in Skive)
- Heimwehrdistrikt Nordjütland (Hjemmeværnsdistrikt Nordjylland (HD Nordjylland)) (Stab in Aalborg)
  - 1 × Stabsheimwehrkompanie (Stabenhjemmeværnskompagni (STHVK)): STHVK Nordjylland
  - 16 × Heimwehrkompanien (Hjemmeværnskompagnier (HVK)): HVK Aalborg Limfjord; HVK Aalborg Nordvest; HVK Aggersund; HVK Børglum-Hvetbo; HVK Cimbrer; HVK Frederikshavn; HVK Hjørring; HVK Jyske Ås; HVK Læsø; HVK Mariagerfjord; HVK Rebild; HVK Sindal-Hirtshals; HVK Skagen; HVK Tolstrup; HVK Vendsyssel; HVK Vesthimmerland
  - 1 × Infanterieheimwehrkompanie (Infanterihjemmeværnskompagni (INFHVK)): INFHVK Aalborg
  - 4 × Polizeiheimwehrkompanien (Politihjemmeværnskompagnier (POHVK)): POHVK Aalborg Nord; POHVK Aalborg Syd; POHVK Himmerland; POHVK Vendsyssel
  - 1 × Musikheimwehrkompanie (Musikhjemmeværnskompagni (MUHVK)): MUHVK Nordjylland
- Heimwehrdistrikt Mitten- und Westjütland (Hjemmeværnsdistrikt Midt- og Vestjylland (HD Midt- og Vestjylland)) (Stab in Skive)
  - 1 × Stabsheimwehrkompanie (Stabenhjemmeværnskompagni (STHVK)): STHVK Midt- og Vestjylland
  - 12 × Heimwehrkompanien (Hjemmeværnskompagnier (HVK)): HVK Herning Syd; HVK Holstebro; HVK Ikast-Brande; HVK Kjellerup; HVK Kongenshus; HVK Mors; HVK Ringkøbing; HVK Silkeborg; HVK Skive; HVK Skjern; HVK Thy; HVK Tjele-Bjerringbro
  - 4 × Infanterieheimwehrkompanien (Infanterihjemmeværnskompagnier (INFHVK)): INFHVK Herning Nord; INFHVK Holstebro; INFHVK Klosterheden; INFHVK Viborg
  - 6 × Polizeiheimwehrkompanien (Politihjemmeværnskompagnier (POHVK)): POHVK Hardsyssel; POHVK Herning; POHVK Silkeborg; POHVK Skive-Krabbesholm; POHVK Thisted; POHVK Viborg
  - 1 × Betriebsheimwehrkompanie (Virksomhedshjemmeværnskompagni (VHK)): VHK Holstebro
- Heimwehrdistrikt Ostjütland (Hjemmeværnsdistrikt Østjylland (HD Østjylland)) (Stab in Aarhus)
  - 1 × Stabsheimwehrkompanie (Stabenhjemmeværnskompagni (STHVK)): STHVK Østjylland
  - 8 × Heimwehrkompanien (Hjemmeværnskompagnier (HVK)): HVK Aros; HVK Djursland; HVK Eshøj; HVK Favrskov; HVK Hvidsten; HVK Norddjurs; HVK Odder; HVK Samsø
  - 1 × Infanterieheimwehrkompanie (Infanterihjemmeværnskompagni (INFHVK)): INFHVK Østjylland
  - 2 × Polizeiheimwehrkompanien (Politihjemmeværnskompagnier (POHVK)): POHVK Aarhus; POHVK Randers
  - 2 × Betriebsheimwehrkompanien (Virksomhedshjemmeværnskompagnier (VHK)): VHK Aarhus, VHK Nord
  - 1 × Musikheimwehrkompanie (Musikhjemmeværnskompagni (MUHVK)): MUHVK Aarhus
- Heimwehrdistrikt Südostjütland (Hjemmeværnsdistrikt Sydøstjylland (HD Sydøstjylland)) (Stab in Vejle)
  - 1 × Stabsheimwehrkompanie (Stabenhjemmeværnskompagni (STHVK)): STHVK Sydøstjylland
  - 8 × Heimwehrkompanien (Hjemmeværnskompagnier (HVK)): HVK Billund; HVK Fredericia; HVK Give; HVK Hedensted; HVK Horsens; HVK Kolding; HVK Skanderborg; HVK Vejle
  - 4 × Polizeiheimwehrkompanien (Politihjemmeværnskompagnier (POHVK)): POHVK Fredericia; POHVK Horsens; POHVK Kolding; POHVK Vejle
- Heimwehrdistrikt Süd- und Sønderjylland (Hjemmeværnsdistrikt Syd- og Sønderjylland (HD Syd- og Sønderjylland)) (Stab in Søgård)
  - 11 × Heimwehrkompanien (Hjemmeværnskompanier (HVK)): HVK Aabenraa; HVK Esbjerg City; HVK Gram; HVK Haderslev N; HVK Haderslev S; HVK Kongeåen; HVK Sønderborg; HVK Sydvestjylland; HVK Varde; HVK Vejen; HVK Vestegnen
  - 1 × Infanterieheimwehrkompanie (Infanterihjemmeværnskompagni (INFHVK)): INFHVK Syd- og Sønderjylland
  - 2 × Polizeiheimwehrkompanien (Politihjemmeværnskompagnier (POHVK)): POHVK Sønderjylland; POHVK Sydvestjylland
  - 1 × Stabsheimwehrkompanie (Stabenhjemmeværnskompagni (STHVK)): STHVK Syd- og Sønderjylland
- Heimwehrdistrikt Fünen (Hjemmeværnsdistrikt Fyn (HD Fyn)) (Stab in Odense)
  - 1 × Stabsheimwehrkompanie (Stabenhjemmeværnskompagni (STHVK)): STHVK Fyn
  - 12 × Heimwehrkompanien (Hjemmeværnskompanier (HVK)): HVK Kerteminde; HVK Langeland; HVK Middelfart; HVK Midtfyn; HVK Nordfyn; HVK Nyborg; HVK Odense havn; HVK Odense-Dalum; HVK Ørbæk; HVK Svendborg; HVK Sydfyn; HVK Sydvestfyn
  - 1 × Infanterieheimwehrkompanie (Infanterihjemmeværnskompagni (INFHVK)): INFHVK Fyn
  - 4 × Polizeiheimwehrkompanien (Politihjemmeværnskompagnier (POHVK)): POHVK Assens; POHVK Middelfart; POHVK Odense; POHVK Svendborg
  - 1 × Betriebsheimwehrkompanie (Virksomhedshjemmeværnskompagni (VHK)): VHK Syd
  - 1 × Musikheimwehrkompanie (Musikhjemmeværnskompagni (MUHVK)): MUHVK Syd
  - Gemeinsame Unterabteilung Ærø (Værnsfællesunderafdeling Ærø (VFUAER))
    - Heimwehrkompanie 4222 (Hjemmeværnskompagni 4222)
    - (Marinehjemmeværnsflotille 245 Ærø)
    - (Flyverhjemmeværnseskadrillie Ærø)

## Reserve
Sollten die vorhandenen Kräfte nicht ausreichen, stehen 34.400 Reservisten zur Verfügung. Diese haben in der Regel in den letzten drei Jahren ihren Wehrdienst absolviert und werden in der Regel bis zu drei Monate eingesetzt.
Eine wichtige Rolle im Reservewesen des Dänischen Heeres bilden die Hjemmeværnet (dt. Heimwehr).
Fernspäheinheit des Dänischen Heeres ist die Hjemmeværnets Særlig Støtte og Rekognosceringskompagni der dänischen Heimwehr.

## Ausrüstung

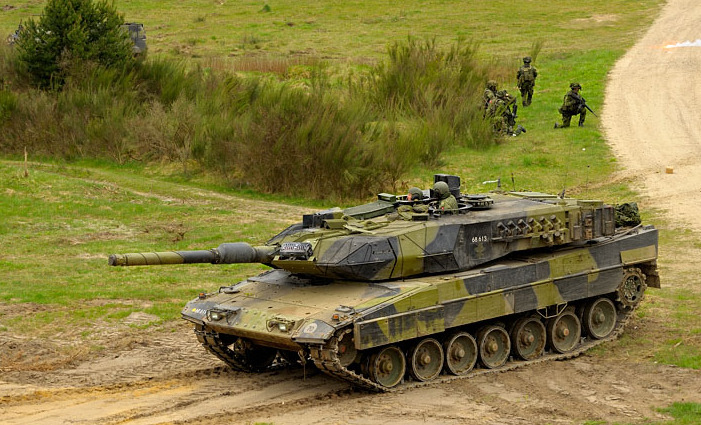
Dänischer Leopard 2A5DK

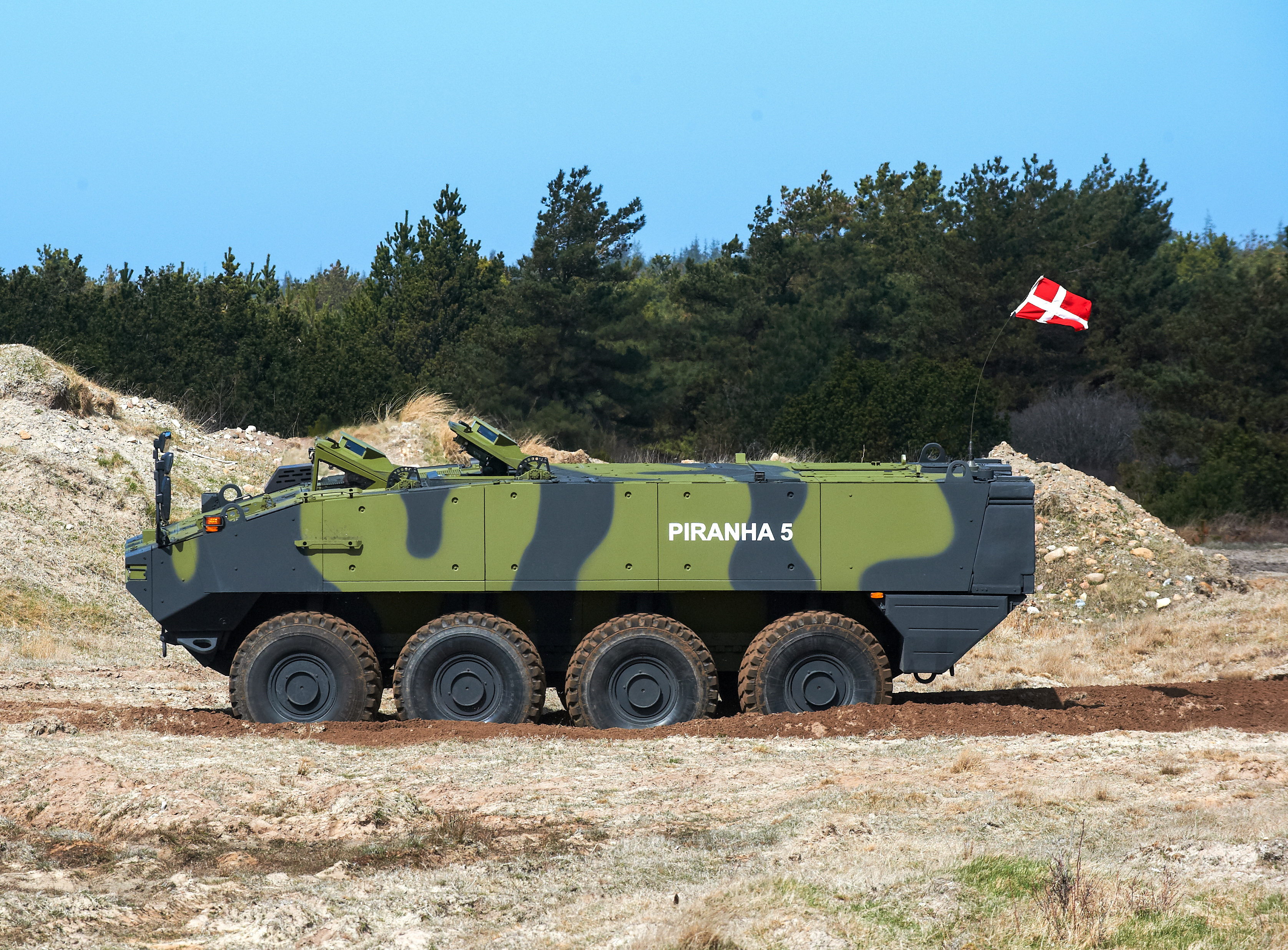
Mowag Piranha V

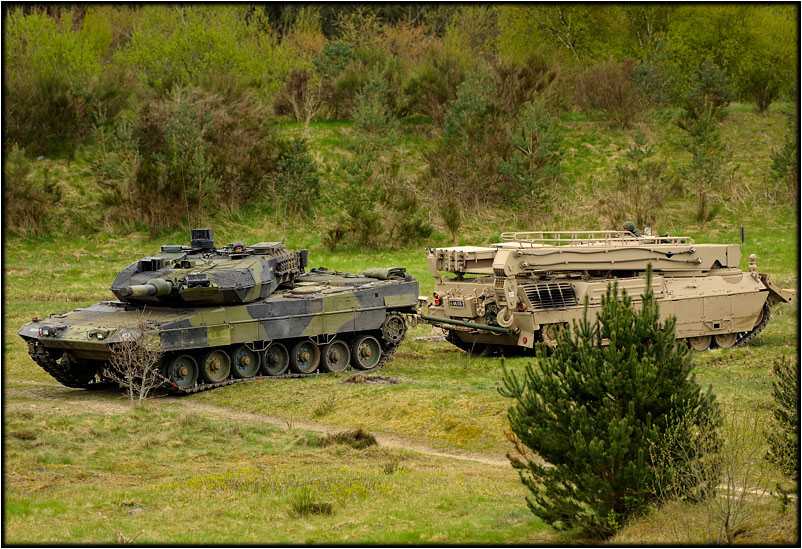
Bergepanzer Wisent mit einem Leopard 2A5DK im Schlepp

| Typ                       | Bild      | Herkunft               | Funktion                      | Version         | Anzahl    | Anmerkungen |
| Fahrzeuge                 | Fahrzeuge | Fahrzeuge              | Fahrzeuge                     | Fahrzeuge       | Fahrzeuge | Fahrzeuge |
| ------------------------- | --------- | ---------------------- | ----------------------------- | --------------- | --------- | --- |
| Leopard 2                 |           | Deutschland            | Kampfpanzer                   | 2A7M DK         | 44        | |
| Combat Vehicle 90         |           | Schweden               | Schützenpanzer                | CV9035 DK       | 44        | 115 weiter werden zwischen 2025 und 2029 geliefert. |
| Mowag Piranha III         |           | Schweiz                | Mannschaftstransporter        |                 | 83        | Werden durch Piranha V ersetzt. |
| Mowag Piranha V           |           | Schweiz                | Mannschaftstransporter        | Piranha V       | 294       | Infanterie, Kommando, Pionier, Ambulanz, Instandsetzung und Mörser (s. Artillerie) |
| Mowag Eagle               |           | Schweiz                | Mehrzweckfahrzeug             | Eagle IVEagle V | 8492      | Patrouille, Aufklärung (offen und geschlossen), elektronischer Kampf, Logistik |
| Supacat HMT 400           |           | Vereinigtes Königreich | Leichtes gepanzertes Fahrzeug |                 | 15        | Genutzt vom Jægerkorpset |
| Mowag Duro IIIP 6x6       |           | Schweiz                | Mehrzweckfahrzeug             |                 | 29        | |
| SISU XA-180               |           | Finnland               | Transportpanzer               |                 | 10        | |
| Leopard 1 Wisent          |           | Deutschland            | Bergepanzer                   | Wisent 1        | 10        | Im Rahmen Lebensdauerverlängerung (Mid Life Extension, MLE) wurden die Wiesent 1 (Bergepanzer 2) des Dänischen Heeres 2022 und 2023 umfangreich modernisiert.                                |
| Leopard 1 Wisent - PNMIRK |           | Deutschland            | Minenräumpanzer               |                 | 4         | |
| Leopard 1 Wisent - PNIGK  |           | Deutschland            | Pionierpanzer                 |                 | 2         | |
| Biber                     |           | Deutschland            | Brückenlegepanzer             |                 | 6         | |
| Leguan                    |           | Deutschland            | Brückenlegepanzer             |                 |           | Sieben Fahrzeuge bestellt |
| RMMV - HX77               |           | Deutschland            | Transporter                   |                 | 215       | |
| RMMV - SX45               |           | Deutschland            | Gepanzerter Transporter       |                 | 47        | 18 als Bergungsfahrzeug genutzt |
| MCV 910                   |           | Dänemark               | Minenräumfahrzeug             |                 | 16        | |
| AeroVironment RQ-20 Puma  |           | Vereinigte Staaten     | Aufklärungsdrohne             |                 |           | |
| Artillerie                |           |                        |                               |                 |           | |
| CAESAR                    |           | Frankreich             | Selbstfahrende Feldhaubitze   |                 | 19        | Im Januar 2023 gab die Dänische Regierung bekannt, alle 19 bestellten CAESAR der Ukraine zu schenken. Die Haubitzen sollen schnellstmöglich durch ein neues Artilleriesystem ersetzt werden. |
| ATMOS                     |           | Israel                 | Selbstfahrende Feldhaubitze   |                 | 19        | |
| PULS                      |           | Israel                 | Mehrfachraketenwerfer         |                 | 8         | |
| Cardom 10 auf Piranha V   |           | Israel / Schweiz       | 120mm Panzermörser            |                 | 15        | |
| Soltam K6                 |           | Israel                 | 120-mm-Mörser                 |                 | 20        | |
| HDS M8                    |           | Österreich             | 81-mm-Mörser                  |                 | 15        | |
| Expal M06                 |           | Spanien                | 60mm Mörser                   |                 | 120       | 60 Kombimörser & 60 Kommandomörser |

Hubschrauber
(Die Heeresflieger wurden im Jahr 2003 aufgelöst. Die acht AS 550 C3 Fennec-Hubschrauber sind heute ein Teil der Dänischen Luftstreitkräfte (Hubschraubergeschwader Karup).)
| Infanteriewaffen                             | Infanteriewaffen | Infanteriewaffen       | Infanteriewaffen            | Infanteriewaffen  | Infanteriewaffen                                                                                            |
| Modell                                       | Bild             | Herkunft               | Typ                         | Kaliber           | Anmerkungen                                                                                                 |
| -------------------------------------------- | ---------------- | ---------------------- | --------------------------- | ----------------- | --- |
| Glock Feltkniv M95                           |                  | Österreich             | Feldmesser                  |                   | |
| Glock Feltspade M96                          |                  | Österreich             | Feldspaten                  |                   | |
| SIG Sauer P320 X-Carry                       |                  | Deutschland            | Pistole                     | 9 mm              | Standardwaffe                                                                                               |
| USP9 SD (USP)                                |                  | Deutschland            | Pistole                     | 9 mm              | Genutzt vom Jægerkorpset                                                                                    |
| Gevær M/10 A4/A2 (Colt Canada C8 IUR)        |                  | Kanada                 | Sturmgewehr/ Karabiner      | 5,56 mm           | A4 Genutzt als Standard Sturmgewehr A2 Genutzt von Wehrdienstleistende                                      |
| Gevær M/95 (Colt Canada C7)                  |                  | Kanada                 | Sturmgewehr                 | 5,56 mm           | Genutzt von Wehrdienstleistende der Königliche Leibgarde und der Heimwehr                                   |
| Gevær M/96 (Colt Canada C8)                  |                  | Kanada                 | Karabiner                   | 5,56 mm           | Genutzt von der Heimwehr                                                                                    |
| Let Støttevåben M/04 (Colt Canada C7 LSW)    |                  | Kanada                 | Leichte Untertstüzungswaffe | 5,56 mm           | Genutzt von der Heimwehr                                                                                    |
| Maskingevær M/62 (Rheinmetall MG3)           |                  | Deutschland            | Maschinengewehr             | 7,62 mm           | Genutzt von der Heimwehr sowie als Bordwaffe vom Leopard 2 und CV90                                         |
| Let Maskingevær M60e6 (U.S. Ordnance M60E6)  |                  | Vereinigte Staaten     | Leichtes Maschinengewehr    | 7,62 mm           | Standard Maschinengewehr                                                                                    |
| Tungt Maskingevær M/2001 (Browning M2)       |                  | Vereinigte Staaten     | Schweres Maschinengewehr    | 12,7 mm           | Verwendet auf Fahrzeugen und Dreibein                                                                       |
| Finskyttegevaer, Kort (Colt Canada C20 DMR)  |                  | Kanada                 | Selbstladegewehr            | 7,62 mm           | |
| Finskyttevåben M/04 (SAKO TRG-42)            |                  | Finnland               | Scharfschützengewehr        | .338 Lapua Magnum | |
| Accuracy International AX50                  |                  | Vereinigtes Königreich | Anti-materiel rifle         | 12,7 mm           | |
| Minerydningsgevær M/95 (Barrett M82)         |                  | Vereinigte Staaten     | Anti-materiel rifle         | 12,7 mm           | |
| GRK M/03 40 mm (M203-Granatwerfer)           |                  | Vereinigte Staaten     | Unterbau Granatwerfer       | 40 mm             | Passend zum M95 Genutzt von der Heimwehr                                                                    |
| GRK M/10 40 mm (M203-Granatwerfer)           |                  | Vereinigte Staaten     | Unterbau Granatwerfer       | 40 mm             | Angepasste Version für das M10                                                                              |
| GRK Y2 40 mm (Milkor MGL)                    |                  | Südafrika              | Mehrschüssiger Granatwerfer | 40 mm             | Genutzt von der Militärpolizei und dem Jægerkorpset                                                         |
| Panserværnsmissilsystem SPIKE LR2            |                  | Israel                 | Panzerabwehrlenkwaffe       | 130 mm            | |
| Dysekanon M/85 (FFV Carl Gustaf M4)          |                  | Schweden               | Panzerabwehrhandwaffe       | 84 mm             | |
| PVV M/95 (Panserværnsvåben Model 1995) (AT4) |                  | Schweden               | Panzerabwehrhandwaffe       | 84 mm             | Es wurden 10.600 AT4-Panzerabwehrhandwaffen beschafft (teilweise in spezieller Version für den Häuserkampf) |
| Pansernærbekæmpelsesvåben M/72 (M72A7 LAW)   |                  | Norwegen               | Panzerabwehrhandwaffe       | 66 mm             | |
| FIM-92A Stinger                              |                  | Vereinigte Staaten     | Flugabwehrrakete            | 70 mm             | |